# Melbourne Village
Melbourne Village város az USA Florida államában, Brevard megyében. Lakosainak száma 681 fő (2020. április 1.).

## Népesség
A település népességének változása:

| 2010 | 662 |
| 2020 | 681 |